# Харагун (Баяндаевский район)
Харагу́н (бур. Хара Уhан) — деревня в Баяндаевском районе Иркутской области России. Входит в состав муниципального образования «Васильевск».

## География
Находится примерно в 22 км к востоку от районного центра.

## Население
| 2002 | 2010 | 2011 | 2012 |
| ---- | ---- | ---- | ---- |
| 11   | ↗108 | ↘107 | ↘106 |

Гендерный состав
По данным Всероссийской переписи в 2010 году 54 мужчины и 54 женщины из 108 человек.